# أرقطيون زائف
أرقطيون زائف (الاسم العلمي:Arctium pseudarctium) هي نوع نباتي يتبع جنس الأرقطيون من فصيلة النجمية.